# Photo player
Photoplayer kallades de självspelande instrument som fanns i biografer under stumfilmstiden oftast tillverkade av the American Photoplayer Company, Berkeley. Ofta var de i grunden baserade på ett pianola men med flera funktioner dessutom. Pianisten eller rättare sagt operatören hade inte bara jobbet med att ladda pappersrullar under filmens gång utan förväntades också bemästra alla de manuella effekter som fanns tillgängliga för att accentuera filmen under förevisningen. Hissar som åkte upp eller ner fick en stigande eller fallande visselsignal från en slide whistle, dörrar och luckors smällande simulerades. Pistoler, visselpipa, bilhorn, ångloksvissla och åskplåtar var också vanliga tillbehör.